# Episoriculus
Episoriculus és un gènere de musaranyes de la família dels sorícids.

## Taxonomia
- E. baileyi
- E. caudatus
- E. fumidus
- E. leucops
- E. macrurus
- E. umbrinus